# Президентские выборы в Тринидаде и Тобаго (2013)
Непрямые президентские выборы в Тринидаде и Тобаго прошли 15 февраля 2013 года. Судья Энтони Кармона был единственным кандидатом. Коллегия выборщиков единогласно проголосовала за него. Кармона занял пост президента Тринидада и Тобаго 18 марта 2013 года после публичной церемонии принятия присяги на стадионе Хейзли Кроуфорда. Кармона стал 5-м президентом страны, сменив на этом посту Джорджа Максвелла Ричардса.